# Джон Ховард Каспер

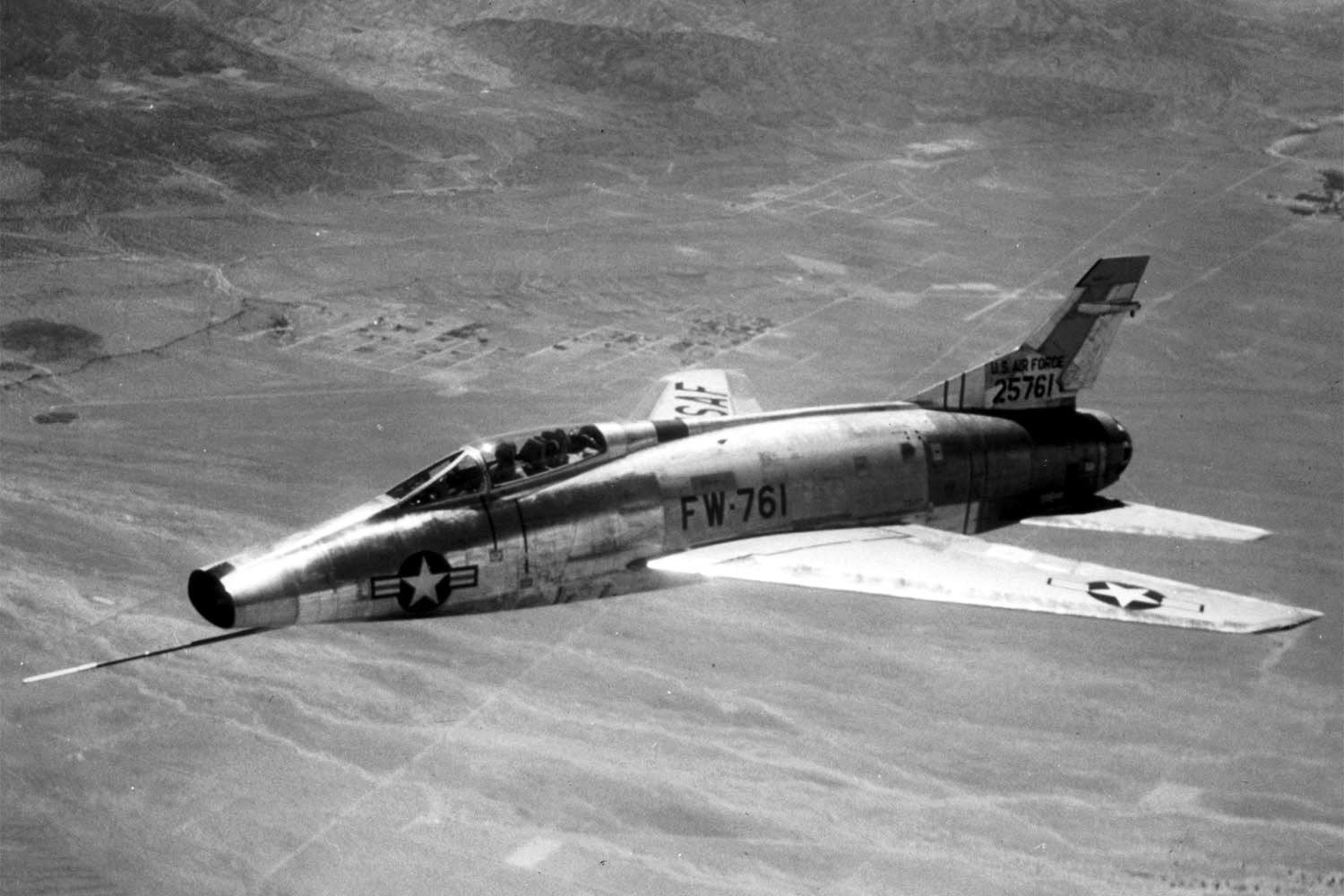
F-100 в польоті.

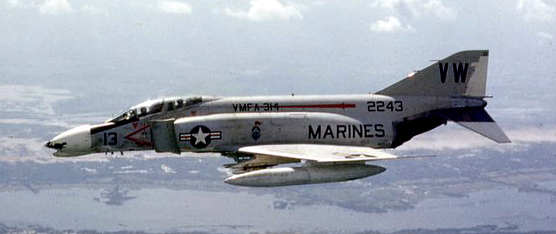
літак F-4 Phantom в польоті.

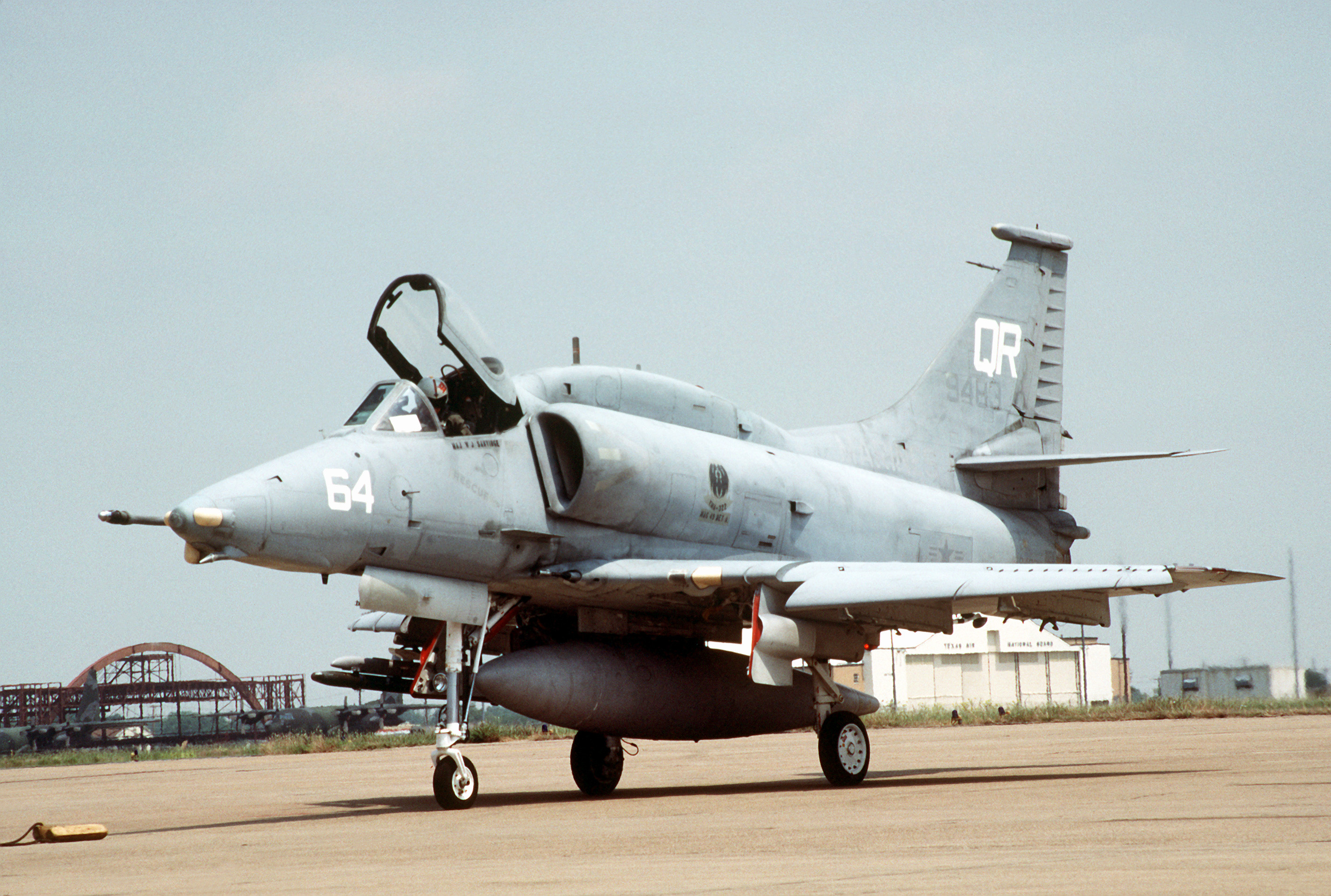
літак А-4.

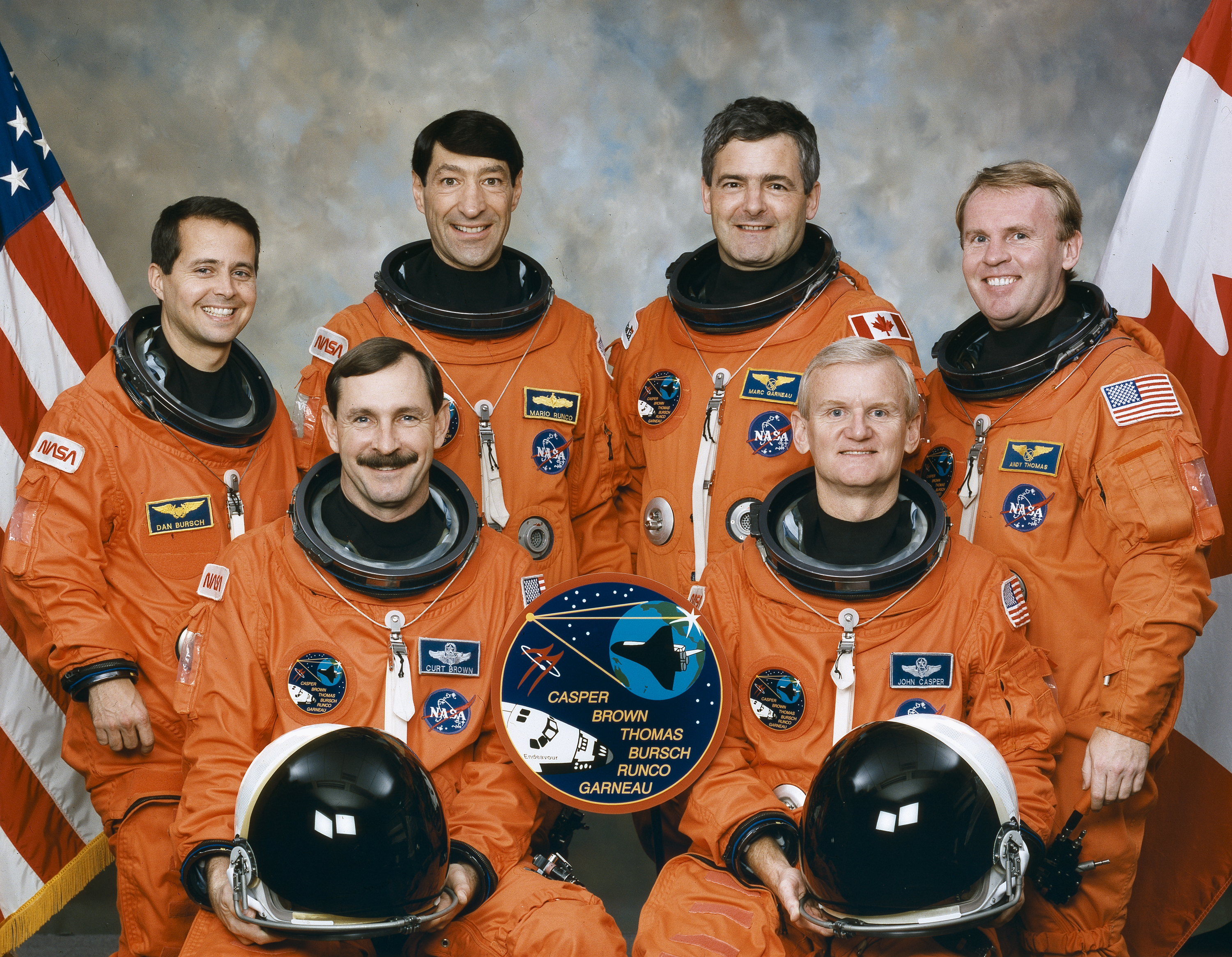
Екіпаж STS-77:Зліва направо — Сидять: Браун, Каспер; Стоять: Берш, Ранко, Гарно, Томас

Джон Говард Каспер (англ. John Howard Casper; нар. 9 липня 1943, Грінвілл) — астронавт НАСА. Здійснив чотири космічні польоти на шаттлах: STS-36 (1990, «Атлантіс»), STS-54 (1993, «Індевор»), STS-62 (1994, «Колумбія») і STS-77 (1996, «Індевор»), полковник ВМС США.

## Особисті дані та освіта
Джон Каспер народився 9 липня 1943 року в місті Грінвілл, штат Південна Кароліна, але своїм рідним вважає місто Гейнсвілл, штат Джорджія. У 1961 році закінчив середню школу в місті Чемблі, штат Джорджія. Брав активну участь в русі «Бойскаути Америки», досяг другого ступеня — «Життя — по-скаутськи». Дружина (колишня) — Крістіна Гарднер Канн, у них — двоє дітей. Дружина — Бет Тейлор Каспер, в цій сім'ї у нього теж двоє дітей. Захоплюється: польоти на літаках, біг підтюпцем, любить класичну музику. В червні 1966 року отримав ступінь бакалавра наук в області машинобудування у Академії ВПС США. У 1967 році, в Університеті імені Пердью, штат Індіана, став магістром наук в області астронавтики. Закінчив Військово-повітряний коледж ВПС США.

## до НАСА
В 1966 році вступив на військову службу у ВПС США. Став пілотом ВПС після навчання на авіабазі ВПС «Ріїзе» в Техасі. На авіабазі ВПС США «Люк» в Аризоні пройшов перепідготовку на винищувачі F-100. Був направлений на авіабазу «Фанранг» поблизу Фанранга (Південний В'єтнам). Брав участь у В'єтнамській війні, здійснив 229 бойових вильотів на F-100. В 1970–1974 роках літав на літаках F-4D на базі Королівських військово-повітряних сил «Лекенхейт» у Великій Британії. У 1971 році Каспер закінчив школу офіцерів. У 1974 році на авіабазі Едвардс в Каліфорнії, закінчив школу льотчиків-випробувачів ВПС США, після чого проводив випробування озброєнь на літаках F-4 і А-7. В 1976–1980 роках був стройовим офіцером. У 1977 році заочно закінчив коледж збройних сил. У 1980 році Каспер отримав призначення в штаб-квартиру ВВС США в Пентагоні, де він був спеціальним офіцером при заступнику начальника штабу за спеціальними операціями. У 1982 році став заступником керівника відділу спеціальних проектів. Здійснив наліт понад 10 000 годин на 52 різних типах літаків. Військові звання: майор ВПС (1966 рік), підполковник ВПС (1984 рік), пішов у відставку в званні полковника ВПС.

## Підготовка до космічних польотів
В травні 1984 року Каспер був запрошений в НАСА як кандидат в астронавти — склад десятого набору. Почав проходження курсу загальнокосмічної підготовки (ОКП) з липня 1984 року. По закінченні навчання в червні 1985 року отримав кваліфікацію «пілот шатла» і призначення до Відділу астронавтів НАСА. З жовтня 1985 по листопад 1987 був Керівником Відділу астронавтів, займався налагодженням роботи бортових комп'ютерів, програм і програмного забезпечення шаттла. Займався питаннями, пов'язаними з посадками шатлів: місцями посадок і гальмівними системами. Був начальником Відділу планування польотів, оператором зв'язку з екіпажами в Центрі управління польотом.

## Польоти у космос
- Перший політ — STS-36, шаттл «Атлантіс». З 28 лютого по 4 березня 1990 року як «пілот шаттла». Мета польоту — висновок на орбіту супутника «KH 11-10» на замовлення Міністерства оборони США. Що примітно, політ був перенесений на кілька днів через хворобу командира Крейтона і несприятливих погодних умов. Призначений на 22 лютого старт шаттла переносився послідовно на 23, 24, а потім і 25 лютого. Часова протяжність польоту склала 4 дні 10:00 19 хвилин.
- Другий політ — STS-54, шаттл «Індевор». З 13 по 19 січня 1993 як «командир корабля». Основна мета польоту — виведення на орбіту супутника-ретранслятора TDRS-F. Тривалість польоту склала 5 днів 23 години 39 хвилин.
- Третій політ — STS-62, шаттл «Колумбія». З 4 по 18 березня 1994 року як «командир корабля». Продовження медико-біологічних досліджень і астрономічних спостережень. Тривалість польоту склала 13 днів 23 години 18 хвилин.
- Четвертий політ — STS-77, шаттл «Індевор». З 19 по 29 травня 1996 року як «командир корабля». У програму польоту входило проведення мікрогравітаційних експериментів в комерційному лабораторному модулі «Спейсхеб-4», розгортання експериментальної надувної антени IAE, випробування нової системи орієнтації на автономному супутнику PAMS / STU. Тривалість польоту склала 10 діб 0 годин 40 хвилин.

Загальна тривалість польотів в космос — 34 дня 9:00 56 хвилин.

## Після польотів
Після польотів займав різні посади в Космічному центрі імені Джонсона у Х'юстоні, штат Техас. Був директором з питань безпеки, надійності та підтримки якості шатлів. Після катастрофи шаттла «Колумбія» був призначений в комісію з розслідування катастрофи. Був заступником керівника комісії НАСА по програмі «Повернення до польотів».

## Нагороди та премії
Нагороджений: Медаль «За космічний політ» (1990, 1993, 1994 і 1996), Медаль «За відмінну службу» (США), Орден «Легіон пошани» (двічі), Хрест льотних заслуг (США) (двічі), Повітряна медаль (США) (11 медалей), Медаль «За похвальну службу» (США) (двічі), Хрест «За хоробрість» (Південний В'єтнам), Медаль «За видатну службу» (НАСА), Медаль «За видатне лідерство», Медаль "За виняткові заслуги" та багато інших.

## Джерело
- Офіційна біографія НАСА [Архівовано 23 листопада 2013 у Wayback Machine.] (англ.)